# Albert Marteau
Pour les articles homonymes, voir Marteau.
Ne doit pas être confondu avec Albert Marteaux.
Albert Marteau, né le 23 mai 1911 à Verrines-sous-Celles et mort le 2 août 1996 à Niort, est un militaire, résistant et fonctionnaire français, Compagnon de la Libération. Sous-officier déjà expérimenté au moment où commence la Seconde Guerre mondiale, il choisit de se rallier à la France libre en 1940. Combattant en Afrique puis au Proche-Orient, son avion est abattu au-dessus de la Crète en 1941 et il passe tout le restant de la guerre en captivité dans les camps du 3e Reich.

## Biographie

### Jeunesse et engagement
Fils d'un couple d'horticulteurs, Albert Marteau naît le 23 mai 1911 à Verrines-sous-Celles, dans les Deux-Sèvres. En 1928, il choisit la carrières des armes en s'engageant dans la marine où il sert comme opérateur-radio volant dans l'aéronavale. En 1933, il passe dans l'armée de terre et devient télégraphiste dans une unité du génie avec laquelle il séjourne au Maroc, séjour au cours duquel il reçoit une citation à l'ordre du régiment.

### Seconde Guerre mondiale
Au début de la Seconde Guerre mondiale, il est en poste au fort d'Issy en tant que chef de quart à la compagnie des réseaux radio du territoire français. En février 1940, il se porte volontaire pour le corps expéditionnaire français en Scandinavie et commande un détachement radio pendant la campagne de Norvège. Lorsque le corps expéditionnaire revient en France et débarque en Bretagne en juin 1940, il est contraint, devant l'avancée de la wehrmacht, de réembarquer immédiatement vers l'Angleterre. Comme un certain nombre de ses camarades, Albert Marteau choisit alors de se rallier à la France libre et signe son engagement dans les forces françaises libres (FFL) le 26 juin.
Initialement affecté au 3e bureau (Opérations) de l'état-major des FFL, il est transféré en août 1940 au corps expéditionnaire français libre et embarque comme radio sur le Savorgnan de Brazza avec lequel il participe à la bataille de Dakar puis à la campagne du Gabon. En janvier 1941, il se porte volontaire pour servir dans l'aviation et s'engage dans les forces aériennes françaises libres. Il est affecté au groupe de bombardement no 2 qui, rattaché au no 24 Squadron de la South African Air Force, convoit des avions britanniques de la Gold Coast vers l'Égypte au printemps 1941. Opérant ensuite dans le ciel du Levant et de la Palestine, Albert Marteau participe à des opérations de largage de tracts invitant les troupes françaises du régime de Vichy à rejoindre la France libre. Le 16 mai 1941, lors d'un de ces largages à bord d'un avion piloté par Georges Goumin, il est blessé à la cuisse lorsque l'appareil est touché par la DCA. L'adjudant-chef André Cantès, autre membre de l'équipage, est grièvement blessé.
Le 26 mai suivant, lors d'une mission extrêmement périlleuse au-dessus de la Crète, il tente de percer les défenses ennemies afin de ravitailler en vivres, munitions et médicaments des troupes néo-zélandaises encerclées. Mais l'avion est abattu et Georges Goumin est tué. Albert Marteau, ayant survécu au crash, est fait prisonnier. Interné au Stalag Luft III, il est ensuite transféré à l'Oflag X-C à Lübeck puis à l'Oflag IV-C au Château de Colditz et enfin au Stalag IV-B d'où il sort le 4 mai 1945, quelques jours après la libération du camp par les troupes mongoles de l'armée rouge.

### Après-Guerre
Poursuivant sa carrière militaire après le conflit, il reste dans l'armée de l'air et sert à l'escadrille gouvernementale sur la base de Villacoublay. En 1954, il prend sa retraite de l'armée avec le grade de capitaine. Il devient ensuite fonctionnaire à l'Organisation de coopération et de développement économiques.
Albert Marteau meurt le 2 août 1996 à Niort et est inhumé à Celles-sur-Belle sur le terrain de sa propriété baptisée La Cannaie,.

## Décorations
|  |  |  |  |  |  |
|  |  |  |  |  |  |
|  |  |  |  |  |  |
|  |  |  |  |  |  |
|  |  |  |  |  |  |
|  |  |  |  |  |  |

| Commandeur de la Légion d'honneur                             | Commandeur de la Légion d'honneur                             | Commandeur de la Légion d'honneur                             | Compagnon de la Libération Par décret du 17 novembre 1945                      | Compagnon de la Libération Par décret du 17 novembre 1945                      | Compagnon de la Libération Par décret du 17 novembre 1945                      | Médaille militaire                                  | Médaille militaire                                  | Médaille militaire                                  |
| Croix de guerre 1939-1945                                     | Croix de guerre 1939-1945                                     | Croix de guerre 1939-1945                                     | Croix de guerre des Théâtres d'opérations extérieurs Avec une étoile de bronze | Croix de guerre des Théâtres d'opérations extérieurs Avec une étoile de bronze | Croix de guerre des Théâtres d'opérations extérieurs Avec une étoile de bronze | Médaille des blessés de guerre                      | Médaille des blessés de guerre                      | Médaille des blessés de guerre                      |
| Croix du combattant volontaire Avec agrafe "Guerre 1939-1945" | Croix du combattant volontaire Avec agrafe "Guerre 1939-1945" | Croix du combattant volontaire Avec agrafe "Guerre 1939-1945" | Croix du combattant volontaire de la Résistance                                | Croix du combattant volontaire de la Résistance                                | Croix du combattant volontaire de la Résistance                                | Médaille de l'Aéronautique                          | Médaille de l'Aéronautique                          | Médaille de l'Aéronautique                          |
| Croix du combattant                                           | Croix du combattant                                           | Croix du combattant                                           | Médaille coloniale                                                             | Médaille coloniale                                                             | Médaille coloniale                                                             | Médaille de la déportation pour faits de Résistance | Médaille de la déportation pour faits de Résistance | Médaille de la déportation pour faits de Résistance |
| Médaille commémorative française de la guerre 1939-1945       | Médaille commémorative française de la guerre 1939-1945       | Médaille commémorative française de la guerre 1939-1945       | Médaille commémorative des services volontaires dans la France libre           | Médaille commémorative des services volontaires dans la France libre           | Médaille commémorative des services volontaires dans la France libre           | Chevalier de l'Ordre de l'Étoile noire (Bénin)      | Chevalier de l'Ordre de l'Étoile noire (Bénin)      | Chevalier de l'Ordre de l'Étoile noire (Bénin)      |
| Croix d'argent avec glaive de l'Ordre de Georges Ier (Grèce)  |                                                               |                                                               |                                                                                |                                                                                |                                                                                |                                                     |                                                     |                                                     |